# Peltaea polymorpha
Peltaea polymorpha là một loài thực vật có hoa trong họ Cẩm quỳ. Loài này được (A. St.-Hil.) Krapov. & Cristóbal mô tả khoa học đầu tiên năm 1965.